# Bartholomeus Willemsz. Dolendo

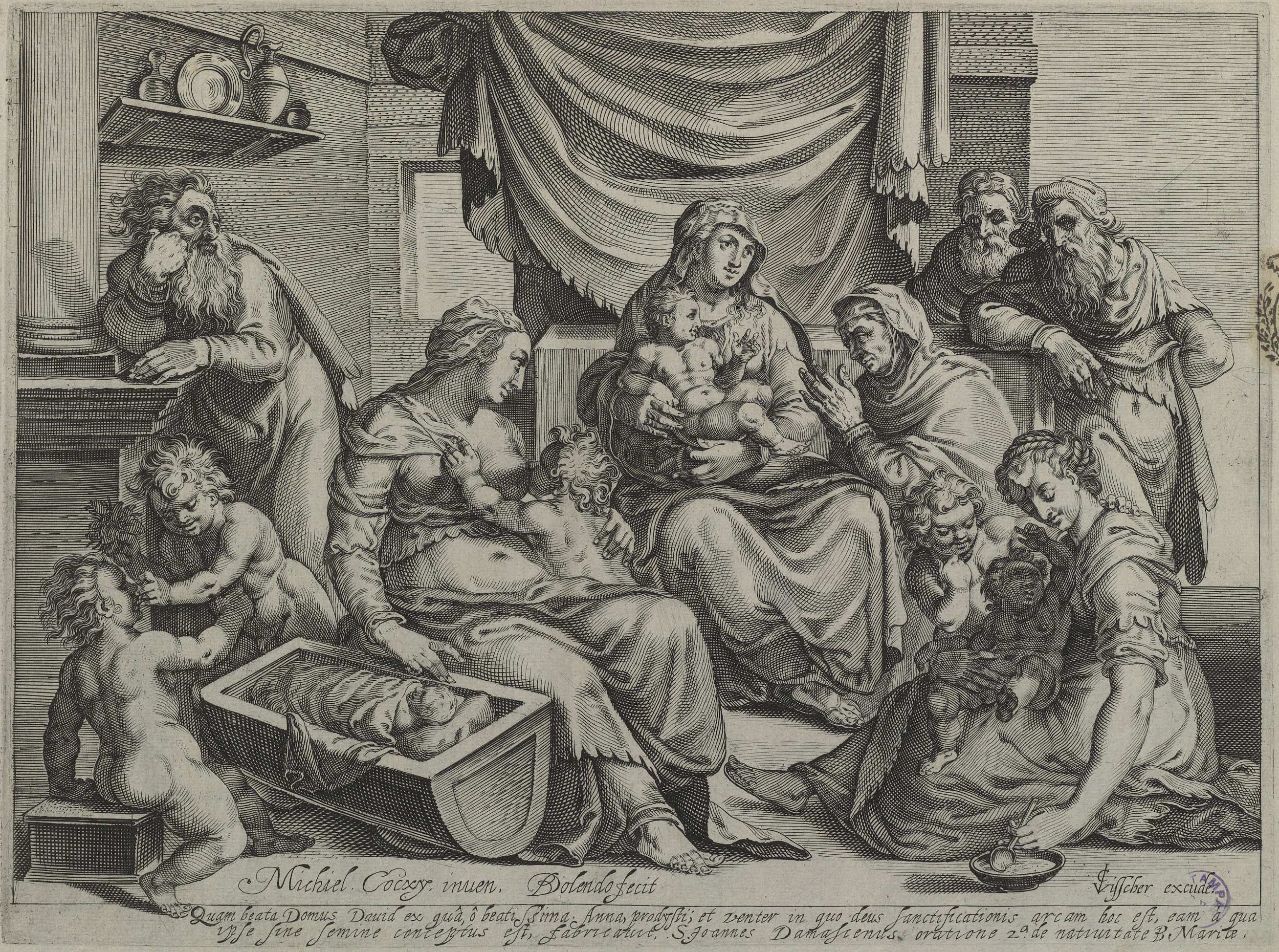
La Sagrada Familia. Grabado a buril de Bartholomeus Willemsz. Dolendo por dibujo de Michiel Coxcie. Biblioteca Nacional de España.

Bartholomeus Willemsz. Dolendo (Leiden, c. 1560/1572-1626) fue un grabador y orfebre holandés, hermano del también grabador Zacharias Dolendo.
Nacido en Leiden en 1560 o un poco más tarde, según Van der Aa, habría sido alumno de Hendrik Goltzius o de Jacob de Gheyn II. En sus grabados, trabajados con limpieza y corrección de buril, imitando en ocasiones el estilo de Lucas van Leyden, se sirvió tanto de dibujos propios como tomados de otros artistas, entre ellos Bartholomeus Spranger (Pluto y Ceres, 1598), Michiel Coxcie (Sagrada Familia), Maarten van Heemskerck (Venus y Cupido, Psique, Pentecostes), Abraham Bloemaert (María Magdalena penitente) o Crispin van den Broeck (Calvario, Píramo y Tisbe). Fue enterrado en la iglesia de San Pedro de Leiden el 27 de mayo de 1626.
Tuvo como aprendiz a Gerrit Dou, que recibió los primeros rudimentos de dibujo en su taller.